# Silicato dicálcico
El silicato bicálcico (se denomina también Ca2Si o belita en su forma mineral) es un silicato cálcico hidratado que resulta ser un ingrediente típico en los clinkers de los cementos Portland. Su fórmula es 2CaO·SiO2. Se caracteriza por una velocidad de hidratación (fraguado) más lenta a comparación con el silicato tricálcico. Los cementos que poseen un elevado contenido de silicatos bicálcicos se denominan «cementos fríos», por ser menos exotérmicos en la hidratación. 

## Características
El nombre de belita se debe a Törneborn que en 1897 identificó el cristal al visualizar en un microscópico los cristales de un cemento Portland. Se emplea el nombre de belita comúnmente en la industria del cemento, pero no es reconocido como nombre mineral. El silicato tricálcico (C3Si) tiene diez veces más velocidad de hidratación que el silicato bicálcico. El C2Si reacciona con el agua, produciendo en la reacción de hidratación los productos portlandita (CH) y un gel de silicato cálcico hidratado (C-Si-H). 
Como la velocidad de hidratación es lenta, es adecuada la inclusión del silicato Dicálcico en los cementos de hormigones en los que se requiere que las prestaciones mecánicas del hormigón no sean a corto plazo.